# Йиреш, Яромил
Яромил Йиреш (чеш. Jaromil Jireš; 10 декабря 1935 , Братислава, Чехословакия — 24 октября 2001, Прага, Чехия) — чешский режиссёр и сценарист, один из представителей Чехословацкой новой волны.

## Биография
Закончил операторский факультет пражской Киноакадемии (ФАМУ) выпуском своего первого документального фильма «Зал затерянных шагов» (чеш. Sál ztracených kroků, 1958 год). В игровом кино начал короткометражками «Дядя» (1959) и «Следы» (1960). Через некоторое время был принят на киностудию «Баррандов», где дебютировал в 1963 году фильмом «Крик», снятым с использованием художественных приёмов «синема́ верите́» и получившим громкий успех.
Уже в самом начале творческого пути формулирует своё художественное кредо, выдвигая на первое место «хорошую историю», что, по его мнению, означает сюжет, «не внушающий зрителю заранее представление о действительности», сюжет, открытый в жизнь, «впитывающий в себя реальность». Однако главная для чешской «новой волны» проблема самосознания и самоидентификации молодого поколения решалась режиссёром приятием существующего мира и устоявшегося порядка вещей.
В киносборнике «Жемчужинки на дне» (чеш. Perličky na dně, 1965 год) по произведениям Б. Грабала появляется его новелла «Роман», получившая Большой приз Международного фестиваля короткометражных фильмов в Оберхаузене. Снимает документальные фильмы о современной ему Чехословакии: «Гражданин Карел Гавличек» (чеш. Občan Karel Havlíček, 1966 год), «Играя короля» (чеш. Hra na krále, 1967 год).
В 1966 году по сценарию написанному Миланом Кундерой (одноимённый роман этого автора вышел через полгода) Я. Йиреш снимает трагикомедию «Шутка» (чеш. Žert), ставшего по утверждению большинства критиков его лучшим фильмом. В последующие годы выходят: «Дон Жуан 68» (чеш. Don Juan 68, 1968 год), авангардистский фильм ужасов «Валерия и неделя чудес» (чеш. Valerie a týden divů , 1970 год), и, ставший своего рода некоторым извинением за «Шутку», вызвавшую недовольство официального кинематографа ЧССР, фильм о противостоянии человека фашизму «…и передайте привет ласточкам» (чеш. ...a pozdravuji vlaštovky, 1972 год).
Кинематограф Я. Йиреша постепенно двигается от режиссёрского в сторону актёрского. Режиссёр возвращается к лирико-романтическим традициям: «Люди из метро» (чеш. Lidé z metra
, 1974 год), «Остров серебряных цапель» (чеш. Ostrov stříbrných volavek, 1976 год); снимает социальные и психологические драмы: «Молодой человек и белый кит» (чеш. Mladý muž a bílá velryba, 1978 год), «Неполное затмение» (чеш. Neúplné zatmění, 1982 год); документальные фильмы об искусстве и его деятелях: «Леош Яначек» (чеш. Leoš Janáček, 1973 год), «Богуслав Мартину» (чеш. Bohuslav Martinů, 1980 год), «Волшебная Прага Рудольфа II» (чеш. Kouzelná Praha Rudolfa II, 1982 год).
За кинематографическую карьеру снял более 30 игровых и 20 документальных фильмов, написал 36 сценариев. С конца 1980-х годов преподавал в Пражской киноакадемии. Скончался в 2001 году, не сумев оправиться от ран, полученных в 1999 году в автомобильной аварии.

## Награды
- За фильм «Крик» — специальное упоминание на Каннском международном кинофестивале (1964 год), а также главный приз (1965) в конкурсе к 20-летию ЧССР[9].
- За новеллу из фильма «Жемчужинки на дне» — Большой приз Международного фестиваля короткометражных фильмов в Оберхаузене (1965 год)[9].
- За фильм «Шутка» — приз Союза чехословацких кинематографистов (1968 год), Золотое Солнце на Национальном фестивале молодых режиссёров в [Трутнов]е, Первый приз на кинофестивале в Сан-Себастьяне, Серебряная сирена на МКФ в Сорренто (все — 1969 год)[10].
- За фильм «Валерия и неделя чудес» — Гран-при на Международном кинофестивале в Бергамо.

Кроме того, режиссёр неоднократно номинировался на самые престижные кинематографические премии.